# Ampedus magistrettii
Ampedus magistrettii е вид бръмбар от семейство Полски ковачи (Elateridae).

## Разпространение
Видът е разпространен в Италия.